# Phyllangium palustre
Phyllangium palustre är en tvåhjärtbladig växtart som först beskrevs av William Vincent Fitzgerald, och fick sitt nu gällande namn av C.R. Dunlop. Phyllangium palustre ingår i släktet Phyllangium och familjen Loganiaceae. Inga underarter finns listade i Catalogue of Life.